# Aloencyrtus claripennis
Aloencyrtus claripennis är en stekelart som först beskrevs av Compere 1938.  Aloencyrtus claripennis ingår i släktet Aloencyrtus och familjen sköldlussteklar. Inga underarter finns listade i Catalogue of Life.